# آنا ناسیلیان

آنا ناسیلیان (ارمنی: Աննա Նասիլյան؛ زادهٔ ۶ سپتامبر ۱۹۸۰) ورزشکار دو و میدانی زن در رشته دو نیمه‌استقامت اهل ارمنستان است که در بازی‌های المپیک تابستانی ۲۰۰۰ در رشته ۸۰۰ متر زنان به رقابت پرداخت. بهترین زمان ناسیلیان در رشته ۸۰۰ متر، ۲:۱۰٫۸۳ می‌باشد که در سال ۱۹۹۹ به دست آمده است..